# Nikanor aus Kyrene
Nikanor aus Kyrene war ein wohl in hellenistischer Zeit lebender Grammatiker der griechischen Antike.
Nikanor verfasste das Werk Metonomasíai, in dem er die Änderung von geografischen und mythologischen Namen erläuterte. So wies er beispielsweise nach, dass Melikertes und Glaukos identisch sind. Das Werk ist nicht überliefert, wird jedoch in den Scholien zu Apollonios Rhodios, von Athenaios, Harpokration und Stephanos von Byzanz erwähnt. Eine Identifizierung mit Nikanor aus Alexandria ist nicht auszuschließen.

## Ausgaben
- Felix Jacoby: Die Fragmente der griechischen Historiker (FGrHist) 3, Nr. 633–634